# Internet2
Internet2 és un consorci de xarxes informàtiques dels Estats Units sense ànim de lucre dirigit per membres de les comunitats de recerca i educació, la indústria i el govern. La seu administrativa del consorci Internet2 es troba a Ann Arbor, Michigan, amb oficines a Washington, DC i Emeryville, Califòrnia.
Al novembre de 2013, Internet2 compta amb més de 500 membres, inclosos 251 institucions d'educació superior, 9 socis i 76 membres de la indústria, més de 100 xarxes d'investigació i educació o organitzacions connectores, i 67 afiliats. membres.
Internet2 opera la xarxa Internet2, una xarxa de protocol d'Internet que utilitza fibra òptica que ofereix serveis de xarxa per a la investigació i l'educació, i proporciona un entorn segur de proves de xarxa i recerca. A finals de 2007, Internet2 va començar a operar la seva xarxa de circuits dinàmics més recent, Internet2 DCN, una tecnologia avançada que permet l'assignació de circuits de dades basada en l'usuari a través de la xarxa de fibra òptica.
La xarxa Internet2, a través de la seva xarxa regional i els seus membres connectors, connecta més de 60.000 institucions educatives, de recerca, governamentals i d'"ancoratge comunitari" dels EUA, des d'escoles primàries i secundàries fins a col·legis comunitaris i universitats, biblioteques públiques i museus fins a organitzacions sanitàries.
La comunitat d'Internet2 desenvolupa i desplega tecnologies de xarxa per al futur d'Internet. Aquestes tecnologies inclouen eines de mesura i gestió del rendiment de la xarxa a gran escala, eines de gestió d'accés i identitat segures i capacitats com ara la programació de circuits d'alt rendiment i ample de banda elevat.
Els membres d'Internet2 serveixen a diversos consells assessors, col·laboren en una varietat de grups de treball i grups d'interès especial, es reuneixen a les reunions de membres de primavera i tardor, i se'ls anima a participar en el procés de planificació estratègica.

## Història
A mesura que Internet va guanyar reconeixement públic i popularitat, les universitats van ser de les primeres institucions a superar les limitacions d'ample de banda d'Internet a causa dels requisits de transferència de dades als quals s'enfrontaven els investigadors acadèmics que havien de col·laborar amb els seus col·legues. Algunes universitats volien donar suport a aplicacions d'alt rendiment com la mineria de dades, la imatge mèdica i la física de partícules. Això va donar lloc a la creació del servei de xarxa backbone d'alt rendiment, o vBNS, desenvolupat el 1995 per la National Science Foundation (NSF) i MCI per a superordinadors a les institucions educatives. Després de l'expiració de l'acord NSF, vBNS va passar en gran manera a la prestació de serveis al govern. Com a resultat, la comunitat de recerca i educació va fundar Internet2 per atendre les seves necessitats de xarxa.

## Objectius
Internet2 proporciona a la comunitat d'investigació i educació dels EUA una xarxa que satisfà els seus requisits d'amplada de banda intensiva. La xarxa en si és una xarxa híbrida òptica i de paquets dinàmica, robusta i rendible. Proporciona una xarxa troncal de 100 Gbit/s a més de 210 institucions educatives dels EUA, 70 corporacions i 45 agències governamentals i sense ànim de lucre.
Els objectius del consorci Internet2 són:
- Desenvolupament i manteniment d'una xarxa d'avantguarda.
- Aprofitant al màxim les capacitats de les connexions de banda ampla mitjançant l'ús d'aplicacions de nova generació.
- Transferència de nous serveis i aplicacions de xarxa a tots els nivells d'ús educatiu i, finalment, a la comunitat d'Internet més àmplia.

Els usos de la xarxa abasten des d'aplicacions col·laboratives, experiments de recerca distribuïts, anàlisi de dades basades en quadrícula fins a xarxes socials. Algunes d'aquestes aplicacions es troben en diferents nivells de comercialització, com ara IPv6, programari intermedi de codi obert per a un accés segur a la xarxa, VPN de capa 2 i xarxes de circuits dinàmics.